# Tonga unipunctata
Tonga unipunctata är en insektsart som beskrevs av Schmidt 1910. Tonga unipunctata ingår i släktet Tonga och familjen sköldstritar. Inga underarter finns listade i Catalogue of Life.